# رالف هوارد
رالف هوارد (بالإنجليزية: Ralph Howard)‏ هو سياسي أسترالي، ولد في 17 مايو 1931، وتوفي في 19 ديسمبر 2013. انتخب عضو المجلس التشريعي الفيكتوري.